# Dvojko
Dvojko je drugi album splitskog hip hop glazbenika Vojka V. Album je objavljen 1. ožujka 2023. godine, a objavila ga je diskografska kuća Croatia Records. Prvo izvođenje albuma je bilo 11. studenog 2023. godine u Domu Sportova u Zagrebu.

## Popis pjesama
Tekstovi i glazba: Vojko V. 
| 1.      | »Sharebedžija«     | 3:39  |
| 2.      | »Evo me opet«      | 3:54  |
| 3.      | »Opa«              | 2:29  |
| 4.      | »Nikoliko«         | 3:38  |
| 5.      | »Bunga Party«      | 3:40  |
| 6.      | »Ela«              | 4:46  |
| 7.      | »Mamacita«         | 3:21  |
| 8.      | »Vino«             | 2:13  |
| 9.      | »Moja Lipa«        | 3:00  |
| 10.     | »Umoran«           | 3:44  |
| 11.     | »Tt-33«            | 3:28  |
| 12.     | »Shoe Care 98«     | 3:36  |
| 13.     | »Saborska Penzija« | 4:25  |
| 14.     | »Tour Life«        | 20:00 |
| 1.05:53 |                    |       |